# Organisations progressistes de Suisse
Pour les articles homonymes, voir POCH.

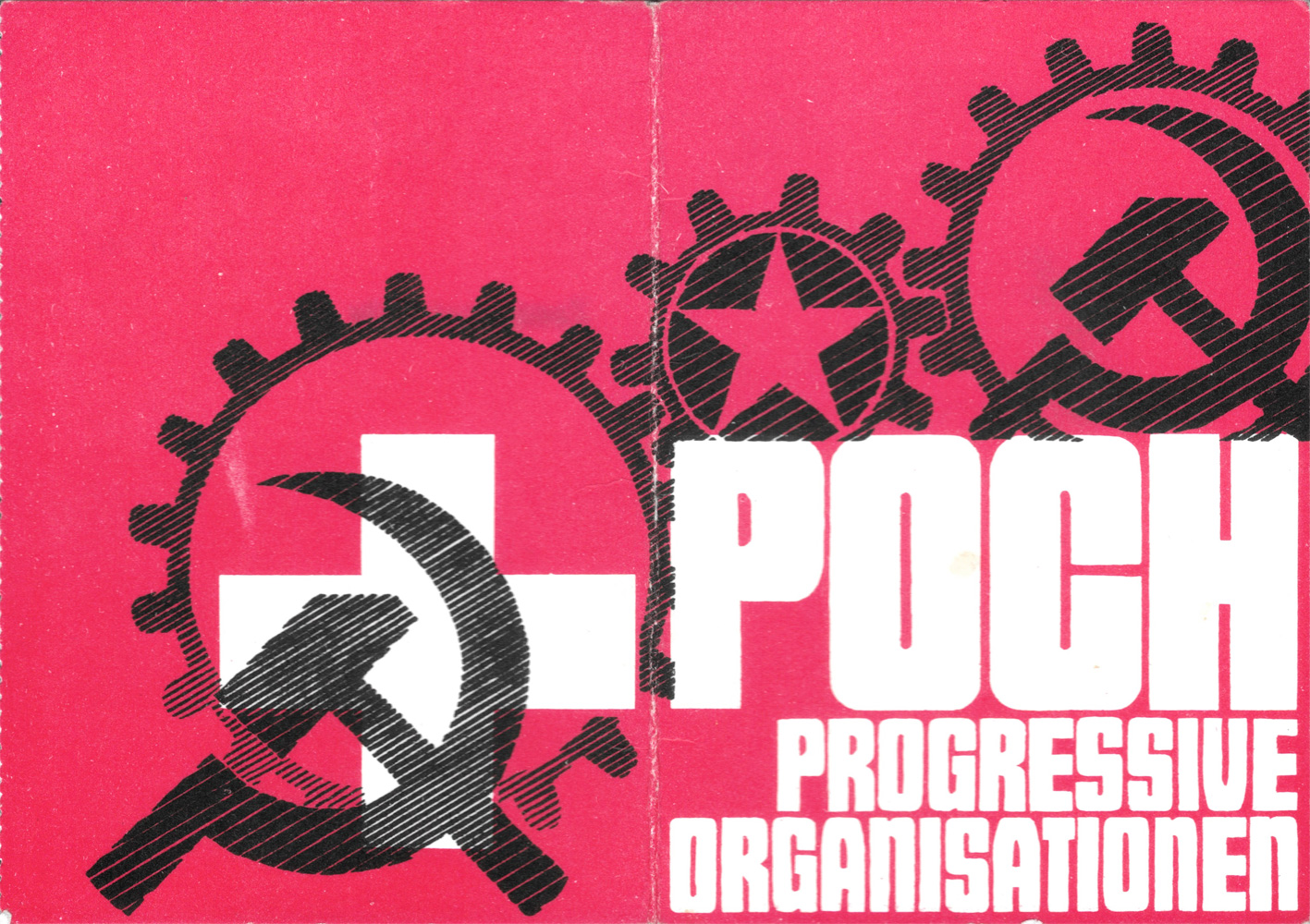
Logo des Organisations progressistes de Suisse. On y voit des symboles du communisme (le Marteau et Faucille ainsi que l’étoile), ainsi que la croix suisse

Les Organisations progressistes de Suisse (en allemand POCH) ont été fondées officiellement en 1971 dans la foulée du mouvement contestataire étudiant de Mai 68. La dernière section cantonale, celle de Bâle-Ville, est dissoute en 1993. Les Organisations progressistes de Suisse ont été représentées durant 12 ans au parlement fédéral (Conseil national) et ont eu des élus dans huit parlements cantonaux.

## Histoire
Les Organisations progressistes de Suisse sont nées de la révolte estudiantine au lendemain de mai 1968. Situées à la gauche du Parti socialiste, elles s’implantent notamment à Bâle et à Zurich, mais aussi à Berne, Soleure, Schaffhouse et à Lucerne. L'implantation en Suisse romande est plus difficile, probablement en raison de la présence plus forte du Parti du travail.
En 1971, les Organisations progressistes de Suisse lancent une initiative populaire demandant l'introduction de la semaine de 40 heures. Elle sera rejetée par le peuple le 5 décembre 1976.
En 1977, les premières dissensions apparaissent, avec la création d’organisations davantage préoccupées par l’émancipation de la femme.
En perte de vitesse, le parti se démarque, en 1983, du marxisme-léninisme. En 1987, la section de Lucerne est la première à être dissoute. Toutes les autres le seront entre 1987 et 1993. La dernière section cantonale, celle de Bâle-Ville, est en effet dissoute cette année-là. Trois sections, celles de Lucerne, Bâle-Campagne et Berne, rejoignent les Verts en bloc. Dans les autres cantons, de nombreux militants et élus rejoignent les Verts et le Parti socialiste.

## Résultats obtenus par le parti lors des élections au Conseil national
- 1971 : 0,09 % des suffrages
- 1975 : 0,99 % des suffrages
- 1979 : 1,70 % des suffrages - 2 élus (Groupe parlementaire avec le Parti suisse du Travail)
- 1983 : 2,23 % des suffrages - 3 élus (Groupe parlementaire avec le Parti suisse du Travail)
- 1987 : 1,26 % des suffrages - 3 élus (Apparentement des listes avec l’Alliance Verte)

Ces chiffres, rapportés au niveau national, ne rendent pas compte du poids électoral des POCH à l'échelle des cantons où elles se présentent.